# Ouragan Isaac (2012)
Pour les articles homonymes, voir Cyclone tropical Isaac.
L’ouragan Isaac est un système cyclonique ayant affecté la Côte du Golfe, aux États-Unis, sous la forme d'une dépression tropicale. Neuvième cyclone tropical et neuvième tempête nommée de la saison cyclonique 2012 dans l'océan Atlantique nord, Isaac s'est formé à partir d'une onde tropicale située à l'est des Petites Antilles, le 21 août 2012. Malgré son manque de forme initial, Isaac devient une tempête tropicale vers la fin de ce jour-là. Isaac s'est abattu sur l'Hispaniola et sur Cuba sous sa forme de tempête tropicale, tuant au moins 34 individus avant de s'abattre sur le golfe du Mexique. 
Isaac atteint le statut d'ouragan au matin du 28 août. Le cyclone frappe les États-Unis à 18 h 45 CDT durant la soirée (23 h 45 UTC), près du Mississippi. Par la suite, il frappe Port Fourchon, en Louisiane à 2 h 0 CDT (7 h 0 UTC) le lendemain. Environ 9 blessés ont été confirmés aux États-Unis - 5 en Louisiane, et 2 respectivement au Mississippi et en Floride.

## Évolution météorologique
Une onde tropicale franchit la côte occidentale africaine entre le 15 et le 16 août. Vers le début du 17 août, au large de la Sierra Leone, sa convection atmosphérique devient plus importante. En conséquence, le centre météorologique National Hurricane Center, s'est mis à surveiller l'orage. Malgré une période d'organisation brièvement interrompue, vers le début du 18 août sa convection associée s'est organisée. Le lendemain, les chances de formation d'un cyclone deviennent fort plausibles. Entre les matins du 19 et 21 août, des avaries structurelles peu importantes sont survenues. Le 21 août, le système est suffisamment organisé pour déclencher des alertes cycloniques, sa position étant à 1 150 km au larges des Antilles. Les conditions pour plus d'intensification étaient favorables, sauf avec la présence d'un cisaillement au nord-est.
Vers la fin du 21 août, des survols aériens remarquent des vents de 84 km/h au niveau de vol, d'après lequel le NHC promut la dépression vers cyclone tropical Isaac. Malgré son amplification, l'orage restait désorganisé ayant son œil au nord de la convection la plus profonde. La circulation prit une forme allongée le matin du 22 août et l'orage happait de l'air plus sec dans son quart nord-est. Vers la fin de ce jour-là, le cyclone passa au sud de la Guadeloupe et entra dans la mer des Caraïbes. L'air sec continuait d'entraver sa convection, même si Isaac devient lentement plus organisé. Vers la fin du 24 août, l'équipe surveillant les ouragans observa une circulation bien formée. Un véritable œil s'était développé vers le 25 août et ses vents atteignirent des vitesses de 110 km/h avant de traverser la presqu'île sud-ouest du Saint-Domingue. Lors de sa traversée de l'île, Isaac perdit de la forme. L'orage progressa vers le nord-ouest et frôlait les côtes septentrionales de la Cuba. La convection à son centre s'accroissait le matin du 26 août et Isaac est devenu légèrement plus fort en entrant le Détroit de Floride.

## Préparations

### Petites Antilles
Une alerte cyclonique est émise aux Îles Vierges britanniques, à Porto Rico et aux Îles Vierges des États-Unis, ainsi qu'à Saba, Saint-Eustache, et Saint-Martin. Les alertes cycloniques ont été également émises sur l'île d'Antigua, Barbuda, Dominique, puis dans les îles dépendantes de Guadeloupe, Montserrat, Niévès, Saint-Christophe et Saint-Martin. Dès 09h 10 UTC, le gouvernement d'Antigua émet une alerte cyclonique dans son île. Plus tard dans la même journée, elle est émise à Saba et à Saint Eustache. Simultanément, le gouvernement français émet une alerte à la tempête tropicale en Martinique. Tôt dans la journée du 22 août, les Îles Vierges britanniques, Porto Rico et les Îles Vierges des États-Unis émettent une alerte à la tempête tropicale. Une alerte à l'ouragan est plus tard émise à Porto Rico et aux Îles Vierges des États-Unis.

## Impact
| Pays/Région            | Nb. de morts |
| République dominicaine | 5            |
| Haïti                  | 29           |
| Porto Rico             | 0 (1)        |
| Floride                | 0 (2)        |
| Louisiane              | 5            |
| Mississippi            | 2            |
| Total                  | 41 (3)       |

### Antilles
En Martinique, un météorologue rapporte au moins 3 pouces (76,2 mm) de pluie. À Porto Rico, une femme de 75 ans tombe de son balcon tandis qu'elle se préparait pour la tempête à Bayamón. À Naguabo, de petites inondations côtières ont causé la fermeture d'une route. Quelques pannes d'électricité, légères à importantes, sont également survenues à Porto Rico.

### Grandes Antilles
Les autorités estiment à environ 30 000 le nombre d'habitants évacués autour de l'île de l'Hispaniola.

#### Haïti
Isaac s'est abattu dans la péninsule sud d'Haïti, causant ainsi des inondations et provoquant des vents violents dans les régions affectées par le séisme de janvier 2010. Une femme et un enfant meurent à Souvenance, et une jeune fille de 10 ans meurt à Thomazeau tandis qu'un mur lui tombe dessus. Un jeune garçon de 7 ans est électrocuté à Gonaives. Plus de 5 000 habitants sont évacués ; les tantes de fortunes construites depuis le séismes ont été touchés et plus de 300 logements ont été inondés à Port-au-Prince dans la Cité Soleil. Médecins sans frontières annonce qu'il a anticipé des cas de choléra consécutifs aux inondations et qu'ils étaient prêts à recevoir plus de patients. Le président Michel Martelly annule son voyage au Japon dans le but de participer aux efforts de secours et visiter les sinistrés en compagnie du premier ministre Laurent Lamothe,,. Le 26 août, le gouvernement haïtien annonce que 14 000 habitants ont quitté leur logement, tandis que 13,500 habitants vivaient dans des camps de fortune. Selon des figures officielles, une douzaine de logements ont été détruits et 269 logements ont subi des dégâts lors du passage cyclonique. Le 28 août, 24 morts et 3 disparus ont été dénombrés. Le premier bilan des médias est estimé à 29 morts, cependant.

#### République dominicaine

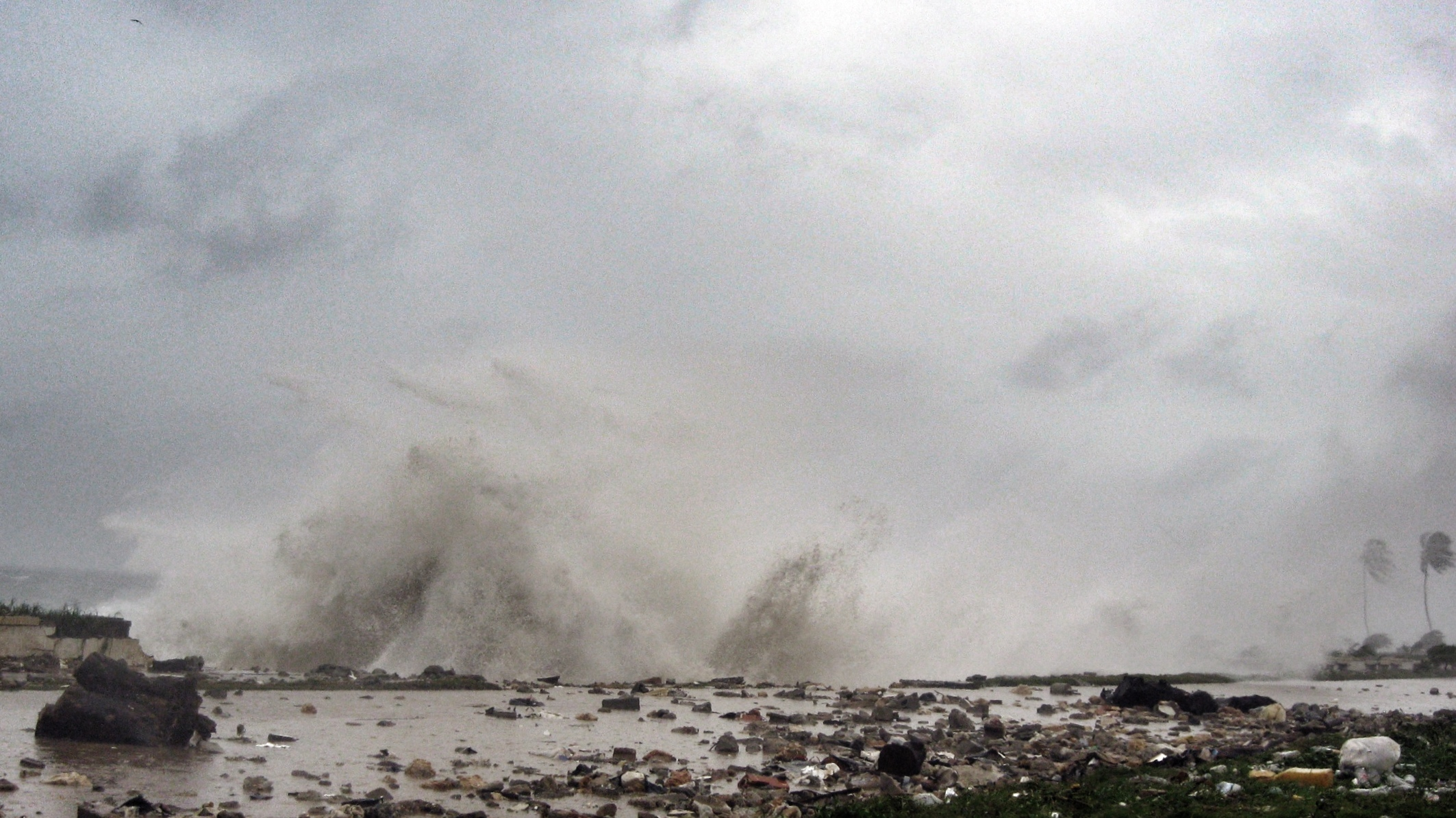
Vagues côtières provoquées par la tempête tropicale Isaac en République dominicaine.

Les autorités de République dominicaine ont évacué approximativement 7 800 habitants et 10 régions rurales ont été coupées du reste du pays à la suite des inondations. Des coupures d'électricité ont été rapportées dans les régions de Saint-Domingue. Au moins cinq blessés ont été rapportés, incluant trois hommes morts par noyade, et 49 logements ont été détruits à travers le pays,.

#### Cuba
L'œil du cyclone traverse Cuba à 28 kilomètres (17,4 mi) à l'ouest de Maisí et à l'est de l'île, selon la presse locale télévisée. À Baracoa, l'électricité a été coupée par mesure préventive, et environ deux logements ont été détruits lors des inondations. 230 individus se sont réfugiés dans des camps de fortune. Des pluies intermittentes et des rafales de vent se sont abattues à La Havane, à environ 560 kilomètres (347,96786752 mi) de distance.

### États-Unis
Jeudi 29 août, plus de 900 000 clients sont sans électricité en Louisiane, au Mississippi, en Alabama, en Floride, au Texas et en Arkansas. Certains estiment les dégâts à plus d'1,5 milliard de dollars.

#### Floride
De très fortes pluies se sont abattues dans le Comté de Palm Beach, en Floride, provoquant même dans certaines régions 7 pouces (177,8 mm) et un total de 18 pouces (457,2 mm) dans le comté même. Les vents violents ont causé des pannes d'électricité chez 16 900 clients dans le comté de Palm Beach. À Tequesta, les vents auraient atteint 60 milles par heure (96,56064 km/h).

#### Mississippi
11,68 pouces (29,6672 cm) de pluies ont été enregistrées au Mobile Regional Airport durant mercredi. Des inondations côtières ont touché les comtés de Mobile et Baldwin incluant Bayou La Batre, Gulf Shores et Orange Beach.